# Copy Control
Copy Control è un nome generico che raggruppa dei sistemi di protezione da copia, usati tra il 2001 e il 2006 in varie opere registrate su CD da EMI e Sony BMG Music Entertainment in varie nazioni (Europa, Canada, Stati Uniti e Australia). Non va confusa con il sistema di protezione per software introdotto dalla Microcosm Ltd nel 1989.
Il logo che identifica questo genere di protezione è raffigurato da un cerchio pieno nero, nella metà del quale è inscritto un triangolo equilatero, circoscritto in una nuova ripetizione di questa figura; il tutto sormontato dal logo di "marchio registrato".
Sono esistiti vari tipi di protezione. Intese essenzialmente come protezioni dalla copia dei compact disc (CD), non è possibile riferirsi propriamente ai dischi con sistemi Copy Control come a dei veri e propri compact disc perché il sistema introduce dati incompatibili, rendendo i dischi non-aderenti agli standard indicati nel Red Book per i CD audio. Il sistema è pensato allo scopo di prevenire l'estrazione digitale dell'audio ("ripping") dai dischi protetti e la conseguente condivisione con sistemi di p2p filesharing di musica estratta digitalmente.
Le tecniche sono:
- Inclusione di informazioni multisessione (blue book) che nascondono le tracce audio nei confronti di molti lettori CD-ROM
- Codici di correzione audio corrotti, che possono introdurre errori udibili nelle copie estratte digitalmente
- La sezione dati del disco normalmente include copie dell'audio in formato digitale protetto da sistemi DRM, che sono incompatibili con diversi sistemi operativi.

Nei Paesi Bassi, le etichette Sony e Universal sperimentarono il copy control fino al 2004. Emi continuò ad utilizzarlo fino al giugno 2006 e quindi lo abbandonarono.
Negli Stati Uniti, Universal Music Group sperimentò Copy Control in un certo numero di colonne sonore tra il 2001 e il 2003, successivamente abbandonandolo; Warner Music Group lo usò in Europa in alcune uscite come il Greatest Hits dei Red Hot Chili Peppers. Da settembre del 2006, Cactus Data Shield, la tecnologia della Macrovision dietro a Copy Control, non appare più tra i prodotti nel sito web della Macrovision ed è stato completamente abbandonato in stati come l'Australia.
Un'uscita di Billboard Magazine del dicembre 2006 ha annunciato che EMI ha deciso di abbandonare CopyControl in tutto il mondo. Fino ad allora non era stato chiaro se EMI l'avesse completamente abbandonato. Non c'è stata nessuna conferenza stampa su questo.

## Contesto
Le protezioni CopyControl sono state escogitate in risposta al peer-to-peer filesharing (condivisione di file da utente ad utente via internet attraverso appositi programmi) e alla copia casuale (non organizzata come attività criminale) dei compact disc, comportamenti divenuti abituali negli ultimi anni, che si è supposto abbiano causato ingenti perdite sotto forma delle cosiddette "mancate vendite". La questione non era particolarmente rilevante quando lo standard per il CD venne introdotto nei primi anni ottanta e così a differenza dei più recenti DVD, la definizione dello standard dei CD non specifica alcuna forma di protezione da copia intrinseca al formato o altri sistemi di gestione digitale dei diritti (DRM). CopyControl è uno dei vari tentativi di applicare la protezione da copia sullo standard CD, ma dato che si tratta di una mera modifica dello standard che nasce come non limitativo e che deve continuare a fornire risultati utilizzabili nella maggior parte dei lettori CD, l'efficienza del sistema produce risultati piuttosto vari.
Dato che i dischi con il sistema Copycontrol non sono conformi ai requisiti degli standard per il CD definiti nel Red Book, questi non sono (o non devono essere!) marcati con il logo "compact disc digital audio", che è un marchio registrato della Philips. Un CD CopyControl che non funzioni correttamente in un'autoradio-CD è stato ritenuto difettoso in un'azione legale in Francia del 2003 e ogni CD con simili protezioni uscito più recentemente portava stampate delle note ben visibili che menzionavano la semplice compatibilità con il CD e la possibilità di riscontrare problemi di riproduzione "con determinate apparecchiature, come ad esempio i lettori CD delle autoradio". Nonostante questo ci si riferisce a questo tipo di dischi come "CD" o "CD protetti da copia" nei negozi dove questi vengono venduti e nel linguaggio colloquiale.

## Soluzioni
Un disco CopyControl (Copy Control) apparirà come disco in mixed-mode, che ha per contenuti una parte audio e una parte dati. Sotto Windows, il semplice inserimento del disco nel lettore, salvo diverse impostazioni, comporta l'avvio, attraverso la cosiddetta funzione autorun, di un'applicazione contenuta nel disco stesso, corrispondente solitamente ad un player audio che riproduce contenuti audio protetti da DRM, anch'essi contenuti nel disco stesso. È noto però che il meccanismo dell'autorun può essere temporaneamente disabilitato tenendo premuto il tasto shift durante l'inserimento del disco, oppure definitivamente attraverso le impostazioni del proprio sistema operativo.
La capacità di estrarre digitalmente le tracce CD-audio dipende molto dal drive di lettura utilizzato. Il primo ostacolo è una TOC (Table of contents) "fasulla", il cui scopo è quello di nascondere la presenza delle tracce audio ai lettori CD-ROM. D'altra parte i lettori CD-R/RW e simili, spesso possono accedere ad ogni sessione dei dischi dati e di conseguenza possono leggere correttamente il segmento audio (esistono documentazioni online di prove svolte bypassando la TOC "fasulla" oscurando temporaneamente 2–4 mm di corona circolare esterna della parte dati del disco con un pennarello adatto. Questo metodo, comunque potrebbe perdere di efficacia con l'avanzare della tecnologia Copy Control).
Il secondo grosso ostacolo è costituito dai dati di correzione d'errore incompatibili (e tecnicamente corrotti). Ancora una volta, l'effetto di questa caratteristica dipende molto dal lettore; alcuni drive saranno in grado di leggere i dati senza problemi, ma altri produrranno file audio con rumorosi schiocchi ogni pochi secondi. Un problema correlato con questo aspetto è che questi dischi probabilmente non saranno resistenti agli strisci come i dischi standard.
La tecnologia CopyControl inoltre non impedisce la copiatura del disco attraverso la registrazione dell'audio in uscita dalla scheda sonora del computer (o da una qualsiasi altra uscita audio) che solitamente causa solamente una leggera perdita di qualità audio (naturalmente soggettiva, quanto invece è oggettivo il degradarsi del sonoro), oppure senza perdita di qualità nel caso di utilizzo di un collegamento digitale od ottico. Molto più consistente ed effettivo sarà invece l'impatto nei confronti della velocità di registrazione. Questo pone uno dei più grossi problemi all'industria musicale, a causa del fatto che molti "pirati" estraggono l'audio dei CD in questo modo.
Normalmente un masterizzare CD riprodurrà il disco ma con pause occasionali (circa ogni 10 secondi) e i masterizzatori DVD saranno in grado di leggere i dati senza alcun problema e potranno estrarre l'audio direttamente sul PC, ove normalmente lettori CD-ROM e DVD-ROM non sono in grado di riprodurre i dati tranne con il lettore fornito.
Ad ogni modo, altri sistemi differenti da Windows, possono facilmente riprodurre dischi "Copycontrolled"; in questi il disco appare come due entità separate: "Audio CD" e il rimanente contenuto in qualsiasi modo sia stato etichettato nel momento della creazione del disco. Dato che i player, inclusi nella porzione "dati" dei dischi copycontrolled, sono solitamente applicazioni proprietarie per Windows e che ugualmente i programmi di auto-avvio sono progettati per Windows, c'è ben poco che possa essere fatto per impedire ad un utente di un sistema operativo differente da Windows di estrarre digitalmente (effettuare un "ripping") l'audio di un disco Copy Control (anche se, comunque, il procedimento potrebbe richiedere parecchio tempo).
Ad esempio, in Linux, i dischi Copy Control possono essere letti agevolmente utilizzando cdparanoia oppure il servizio "audiocd:/" di KDE, mentre in macOS questi dischi vengono letti altrettanto facilmente con iTunes e Quicktime (quando una traccia CDDA viene trascinata in una cartella diversa dal CD, Quicktime la converte automaticamente in formato AIFF, un formato audio digitale PCM senza perdita di informazione, ovvero lossless). Malgrado alcuni dischi CopyControl contengano software Mac OS, questo non accade frequentemente.

## Contenuto nel CD extra
CDS-100 oppure CDS-200
Un lettore e un file-database contenente dati multimediali (una copia dei contenuti audio in Windows Media). Il player leggerà solamente i contenuti audio presenti nel database.
CDS-300
Un lettore e il programma anti-copia solamente. Il lettore è in grado di ignorare il programma anti-copia per leggere le tracce audio. Il lettore consente agli utenti di ordinare la riproduzione per l'ascolto di tracce audio, di estrarre digitalmente le tracce in formato WMA protetto con DRM (WMA a 320 kbit/s) e di masterizzare CD per tre volte (a un volume e una qualità inferiore all'originale).